# Carlos Alberto Urubu
Carlos Alberto Freire Cardoso (Belém, 4 de junho de 1936 — Belém, 30 de julho de 2022), mais conhecido como Carlos Alberto ou Carlos Alberto Urubu, foi um futebolista brasileiro que atuou como atacante. Ele é o quinto maior artilheiro do Paysandu, com 130 gols marcados e o sexto maior goleador do clássico Re-Pa, onde marcou 23 vezes. Jogou entre as décadas de 1950 e e de 1960 e seu apelido provinha do hábito de se pendurar no travessão ao converter gols no rival Clube do Remo. Seguia integrando no Paysandu ao longo da década de 2010, como um dos "beneméritos atletas" do Conselho Deliberativo do clube, cargo que ainda ocupava na ocasião do seu falecimento no distito de Mosqueiro.

## Paysandu
Carlos Alberto foi revelado nas categorias de base do próprio Paysandu, primeiramente pelo treinador Carlindo Silva Sampaio, o Caim. Foi campeão estadual em 1955 na categoria juvenil. Não chegou a ser titular, em um ataque formado por Abacate, Bernardo, Quarentinha, Vasco e Nivaldo. O artilheiro foi Vasco, que fez dez dos 43 gols do "Papãozinho", que venceu treze partidas em dezesseis, com dois empates e uma derrota. Quarentinha, por sua vez, era o apelido de Ércio, seu futuro colega no time adulto, e não Paulo Benedito dos Santos Braga, outro futuro companheiro e o mais reconhecido por essa alcunha no clube, do qual viria a ser o maior ídolo.
Aquele título juvenil foi o primeiro de uma série de sete conquistas seguidas dos alviazuis nessa categoria. Embora não fosse titular, já naquele ano Carlos Alberto recebeu oportunidade no time principal pelo treinador Rafael Bría. Em 1956, foi realocado no time dos aspirantes, cujo estadual foi criado naquele mesmo ano. Jogou ali ao lado de Paulo Braga e o clube foi campeão. Voltou à equipe principal em 1957, ano de seu primeiro Re-Pa: vitória por 2–1 com ele marcando o segundo gol em amistoso em 15 de agosto realizado no estádio da Tuna Luso. Adiante, tornou-se o grande herói do título estadual daquele ano, encerrado já no mês de março de 1958.
Naquela competição, Carlos Alberto alternou-se com Cacetão na ponta-esquerda, só conquistando a titularidade na reta final. Ainda sem ele em campo, o time chegou a perder os primeiros clássicos contra Remo (3–1) e contra a Tuna Luso (5–2). A decisão foi em três jogos contra o arquirrival Remo e para ser campeão o Paysandu precisava vencer todos. Os três se realizaram no neutro estádio da Tuna. Após vitória inicial por 2–1 em 9 de fevereiro de 1958, Carlos Alberto marcou o único gol da segunda decisão, já em 2 de março. Em 16 de março, o destaque vinha sendo o rival Dudinha, autor de três gols em vitória parcial remista por 3–2.
O resultado daria o título ao rival, cuja torcida já acenava com lenços brancos em comemoração. Porém, no último minuto Carlos Alberto cabeceou uma bola cruzada pela linha lateral e acertou as redes do goleiro Smith, dando o título ao "Papão". Aquele foi descrito como o clássico Re-Pa mais emocionante já realizado até então, encerrando uma campanha acidentada na qual os campeões tiveram três treinadores diferentes: Arleto Guedes até o quarto jogo, naquela derrota de 5–2 para a Tuna que havia seguido a derrota de 3–1 no Re-Pa; Arlindo Dourado interinamente no quinto e Rafael Bría a partir do seguinte.
O campeonato próprio pelo ano de 1958 terminou vencido pela Tuna, que acumulava o quarto estadual em sete anos. O Paysandu retomou o título no estadual de 1959, com Carlos Alberto, atuando sobretudo na ponta-esquerda, contribuindo com nove gols, sendo o vice-artilheiro do elenco (atrás de Toni). Três dos gols foram em clássicos: o único em vitória por 1–0 em Re-Pa da fase inicial e dois em 3–2 contra a Tuna. A conquista teve ainda outro sabor adicional de igualar Paysandu e o rival Remo como maiores campeões estaduais, com ambos tendo 19 taças.
No estadual de 1960, Carlos Alberto destacou-se na conquista do segundo turno, quando marcou três gols em 4–1 sobre o Avante, já em 21 de maio de 1961 - o torneio foi prolongado em razão de batalha judicial que recuperou aos alviazuis pontos perdidos contra o Belenenses. O resultado forçou a realização do Re-Pa, inicialmente empatado em 2–2 com gol do "Urubu". Porém, em uma segunda final o rival venceu por 1–0 e terminou campeão. Restou a Carlos Alberto a artilharia do campeonato, com quatorze gols. Naquela competição, ele também ficou marcado por sentar em cima da bola ao invés de marcar o quarto gol em partida que o Paysandu vencia por 3–0 o Combatentes - que reagiu ao lance marcando em seguida o gol de desconto.
Após o Remo ter, inicialmente, retomado em 1960 a vantagem de maior campeão estadual isolado, o Paysandu imediatamente voltou a se igualar, no torneio 1961. A campanha, encerrada somente em abril do ano seguinte, porém, começou acidentada, em empate em 1–1 com o modesto Belenenses e derrotas para o União Esportiva (4–3) e Júlio César (1–0), tudo no estádio da Curuzu. Também perdeu em casa o Re-Pa por 2–0, resultado que deu ao Remo o título do turno inicial. A reação da diretoria aos protestos da torcida foi criar um departamento autônomo ao futebol, gerido pelo industrial Nelson Souza Rosa, que, investindo alto, contratou Gentil Cardoso como treinador. A mudança funcionou. Carlos Alberto, já no segundo turno, marcou no Re-Pa (1–1), destacando-se sobretudo pelos três gols na vitória por 3–1 sobre o Avante. Foram ao todo sete gols do "Urubu" na campanha; foi o artilheiro do elenco campeão. Ele ainda marcou em vitória por 3–2 sobre o arquirrival, em amistoso na Curuzu em que o visitantes entregaram aos alviazuis as faixas de campeões.
Gentil Cardoso foi mantido para o ano seguinte, assim como a equipe-base, com o novo título em 1962 vindo sem maiores dificuldades. Carlos Alberto marcou o terceiro em vitória por 3–1 no Re-Pa a garantir aos alviazuis a conquista do primeiro turno. O clássico também ocorreu na última rodada do segundo turno, com o "Urubu" marcando os dois gols em empate em 2–2 travado dentro do estádio rival. O clube, ali, também superou o Remo em número de títulos estaduais. Carlos Alberto, naquele ano, também reforçou o time de aspirantes em título estadual também nessa categoria.
Um tricampeonato estadual veio em 1963 com a única turbulência ocorrendo em uma goleada sofrida de 7-1 para a Tuna, já na rodada inicial do terceiro turno. No primeiro, Carlos Alberto chegou a marcar três gols em 5–1 sobre o Combatentes e o do empate em Re-Pa que deu aos alviazuis o título do primeiro turno em pleno campo azulino No segundo turno, ele marcou em empate em 3–3 no clássico com a Tuna, também na casa adversária, além de marcar dois em vitória por 3–1 sobre o Júlio César, resultado que deu ao "Papão" o título do segundo turno. No terceiro, marcou outros dois gols em 4–1 sobre o Júlio César, além do gol do empate em 1–1 em novo Re-Pa no estádio remista. O resultado deu o título estadual aos visitantes. Carlos Alberto, com treze gols, foi também o artilheiro do estadual.
O Remo, embora derrotado em 1964 em amistosos por 5–3, 4–1 e 2–0 com gols de Carlos Alberto (um, dois e um, em março, maio e dezembro, respectivamente), ganhou estadual daquele ano. Em 1965, então, o Paysandu trouxe do Uruguai o treinador Juan Álvarez, assistente de Zezé Moreira no Nacional vice-campeão da Taça Libertadores da América de 1964 e sucessor do próprio Zezé ao fim daquele ano nos tricolores. Zezé o recomendou ao Paysandu. Álvarez se impôs principalmente pela disciplina, desaprovando as condutas de Carlos Alberto, que não chegou a jogar no vitorioso estadual daquele ano, travado de junho a novembro.
Carlos Alberto também não participou naquele ano da celebrada vitória por 3–0 em amistoso contra o Peñarol, em julho. Também já não foi escalado nos Re-Pas de 1965, com a ponta-esquerda sendo ocupada por Ércio. Ele assim decidiu dar por encerrada a carreira. Segue no Paysandu atualmente, como um dos "beneméritos atletas" do Conselho Deliberativo do clube.

## Seleção paraense
Carlos Alberto estreou pela seleção paraense em 22 de novembro de 1959, em amistoso no estádio da Tuna Luso contra o Usina Ceará, vencido por 3–0. Uma semana depois, integrava a equipe que venceu por 2–1 a seleção amapaense no Campeonato Brasileiro de Seleções Estaduais. Foi inicialmente o titular na ponta-esquerda, depois ocupada ainda em 1959 na competição por Chaminha e enfim, já em janeiro de 1960, por Leoni.
O "Urubu" voltou a representar o Estado em uma virtual seleção B que excursionou em dezembro de 1962 pela Guiana Neerlandesa, que havia contratado a equipe principal. Os surinameses notaram as diferenças e interromperam por anos um intenso intercâmbio que promoviam com o futebol paraense. Carlos Alberto marcou seu gol pelo Pará nessa viagem, em vitória de 1–0 sobre o time Loevick. Ainda em dezembro, foi reserva usado pela seleção principal no empate em 1–1 com o Maranhão pelo campeonato brasileiro. O resultado favoreceu o adversário, que obteve o simbólico título de campeão do Norte. A seleção paraense só voltaria a jogar em 1971.

## Títulos
Paysandu
- Campeonato Paraense: 1957, 1959, 1961, 1962 e 1963

### Individual
- Artilheiro do Campeonato Paraense de Futebol: 1963